# 아베르누스호

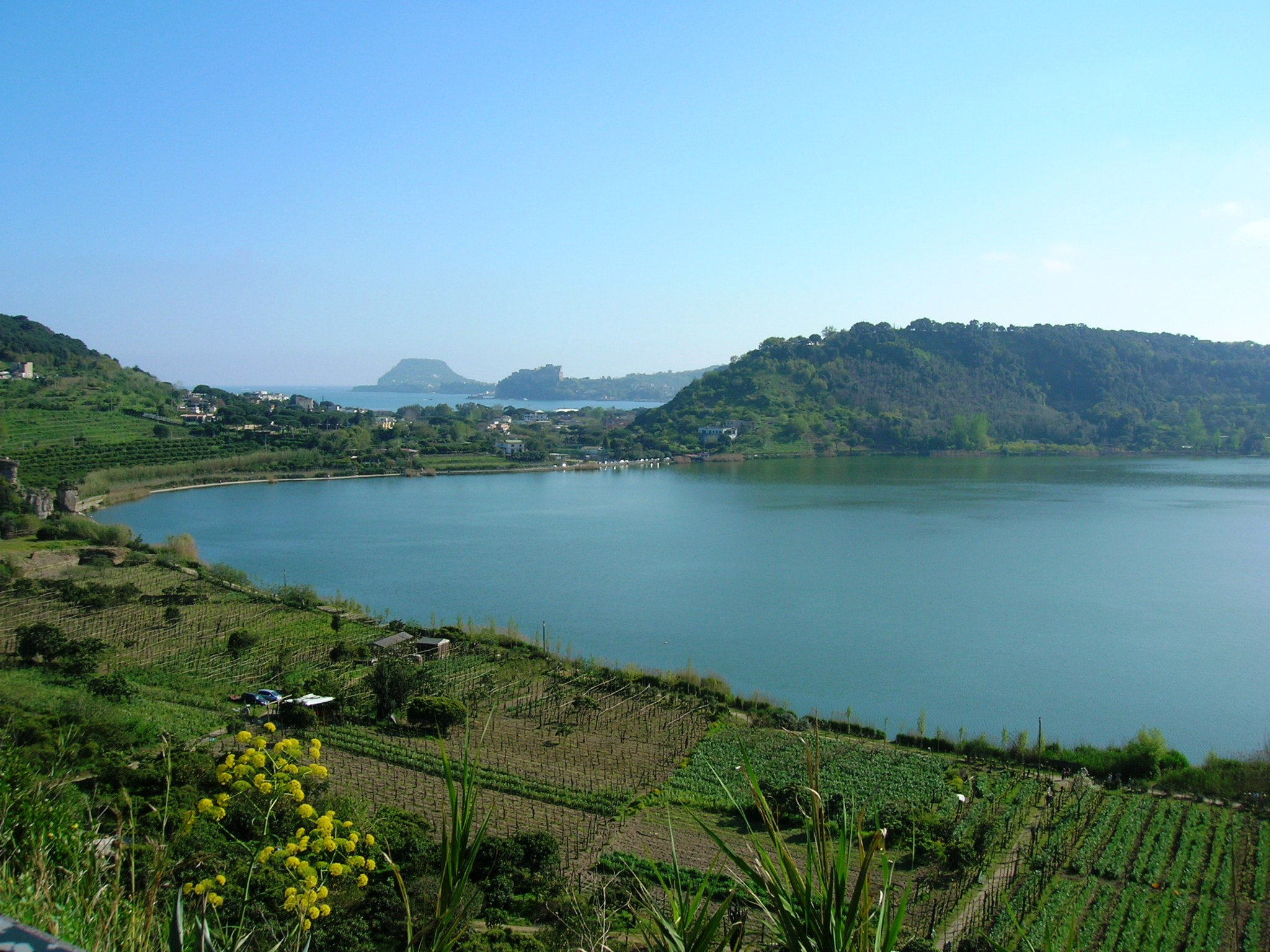
아베르누스 호

아베르누스 호(Lago d'Averno)는 이탈리아 캄파니아주 포추올리 북서쪽으로 약 4km 떨어진 곳에 있는 화구호이다. 원형에 가까운 형태를 하고 있으며, 주위 길이 약 2km, 수심 약 60m이다.